# Fernando Moner
Fernando Daniel Moner (Mercedes, Provincia de Buenos Aires, Argentina; 30 de diciembre de 1967 es un exfutbolista argentino. Jugaba como lateral por izquierda, y su primer equipo fue San Lorenzo de Almagro. Su último club antes de retirarse fue Yokohama FC de Japón.

## Clubes
| Club                   | País      | Año       |
| ---------------------- | --------- | --------- |
| San Lorenzo de Almagro | Argentina | 1986-1988 |
| All Nippon Airways     | Japón     | 1988-1991 |
| Atlético Madrid        | España    | 1991-1993 |
| Yokohama Flügels       | Japón     | 1993-1994 |
| Atlético Tucumán       | Argentina | 1994-1996 |
| Platense               | Argentina | 1996-1998 |
| Unión de Santa Fe      | Argentina | 1998-1999 |
| Huracán                | Argentina | 1999-2002 |
| Yokohama FC            | Japón     | 2002      |

## Palmarés

### Campeonatos nacionales
| Título             | Club             | País   | Año  |
| ------------------ | ---------------- | ------ | ---- |
| Copa del Rey       | Atlético Madrid  | España | 1992 |
| Copa del Emperador | Yokohama Flügels | Japón  | 1993 |
|                    |                  |        |      |

### Distinciones individuales
| Distinción                  | Año  |
| --------------------------- | ---- |
| Japan Soccer League Best XI | 1989 |
| Japan Soccer League Best XI | 1990 |